# Juan David Duque
Juan David Duque  (Medellín, Antioquia, Colombia; 18 de febrero de 1991) es un futbolista colombiano. Juega como lateral izquierdo o volante mixto. 

## Trayectoria

### Atlético Nacional
Es un futbolista que juega como lateral izquierdo o volante mixto.
Empieza desde muy niño en la escuela de fútbol de Carlos Mario Hoyos, pasando luego a la escuela de La Floresta. Comienza torneos en el Pony Fútbol con La Floresta llegando a jugar 5 Ponys el último de ellos con Atlético Nacional y desde ahí vinculado a este prestigioso Club.
En el año 2009: Jugador del Atlético Nacional Juvenil y Torneo SUB18 de la Fedefútbol, Selección Antioquia Juvenil y convocado por Eduardo Lara al segundo ciclo de la selección de Colombia sub-20. Campeón con la selección de Antioquia juvenil 2009 y el 12 de octubre de 2009 convocado por Atlético Nacional a empezar entrenamientos con la escuadra profesional.
El 27 de enero de 2010 hace su debut con la escuadra profesional del Club Atlético Nacional en el partido del Nacional vs Universitario de Perú y que Nacional gana  2 - 0
El 19 de febrero de 2010 firma con Nacional.
El 24 de febrero de 2010 tiene su primer partido en Copa Postobón contra Once Caldas.
El 5 de enero de 2011 es llamado por Santiago Escobar a empezar trabajos con la escuadra profesional y se corona Campeón del Torneo Apertura de la Liga Postobón tras disputar varios partidos como titular. Hasta final del 2011 contabilizaba 40 partidos como profesional.

### Chicago Fire
El 1 de marzo de 2012 comienza su ciclo con los Chicago Fire en la ciudad de Chicago, Illinois, USA. Vuelve al Atlético Nacional en agosto de 2012, siendo parte del equipo cuando ganó la Superliga de campeones y la copa Colombia 2012, pero no fue tenido en cuenta por Juan Carlos Osorio y no jugó ningún partido en el semestre.

### Envigado
El 12 de julio de 2013 firma contrato con Envigado Fútbol Club.

### Boyacá Chicó
El 7 de septiembre de 2017 firma contrato con el Boyacá Chicó de la ciudad de Tunja, Colombia. Termina su contrato en marzo de 2019

## Clubes
| Club              | País           | Año         |
| ----------------- | -------------- | ----------- |
| Atlético Nacional | Colombia       | 2010 - 2011 |
| Chicago Fire      | Estados Unidos | 2012        |
| Envigado F. C.    | Colombia       | 2013 - 2014 |
| Boyacá Chicó      | Colombia       | 2017 - 2018 |

## Estadísticas
| Club                         | Div                 | Temporada           | Liga  | Liga  | Copa Nacional | Copa Nacional | Copa Internacional | Copa Internacional | Total | Total | Prom. · |
| Club                         | Div                 | Temporada           | Part. | Goles | Part.         | Goles         | Part.              | Goles              | Part. | Goles | Prom. · |
| ---------------------------- | ------------------- | ------------------- | ----- | ----- | ------------- | ------------- | ------------------ | ------------------ | ----- | ----- | ------- |
| Atlético Nacional · Colombia | 1ª                  | 2010                | 0     | 0     | 1             | 0             | -                  | -                  | 1     | 0     | 0,0     |
| Atlético Nacional · Colombia | 1ª                  | 2011                | 20    | 0     | 6             | 0             | -                  | -                  | 26    | 0     | 0,0     |
| Total                        | Total               | Total               | 20    | 0     | 7             | 0             | 0                  | 0                  | 27    | 0     | 0,0     |
| Chicago Fire Estados Unidos  | 1ª                  | 2012                | 0     | 0     | 0             | 0             | -                  | -                  | 0     | 0     | 0,0     |
| Total                        | Total               | Total               | 0     | 0     | 0             | 0             | 0                  | 0                  | 0     | 0     | 0,0     |
| Envigado F. C. · Colombia    | 1ª                  | 2013                | 2     | 0     | 0             | 0             | -                  | -                  | 2     | 0     | 0,0     |
| Envigado F. C. · Colombia    | 1ª                  | 2014                | 0     | 0     | 0             | 0             | -                  | -                  | 0     | 0     | 0,0     |
| Total                        | Total               | Total               | 2     | 0     | 0             | 0             | 0                  | 0                  | 2     | 0     | 0,0     |
| Boyacá Chicó · Colombia      | 2ª                  | 2017                | 2     | 0     | 0             | 0             | -                  | -                  | 2     | 0     | 0,0     |
| Boyacá Chicó · Colombia      | 1ª                  | 2018                | 9     | 0     | 0             | 0             | -                  | -                  | 9     | 0     | 0,0     |
| Total                        | Total               | Total               | 11    | 0     | 0             | 0             | 0                  | 0                  | 11    | 0     | 0,0     |
| Total en su carrera          | Total en su carrera | Total en su carrera | 33    | 0     | 7             | 0             | 0                  | 0                  | 40    | 0     | 0,0     |

## Palmarés

### Torneos nacionales
| Título          | Club              | País     | Año  |
| --------------- | ----------------- | -------- | ---- |
| Torneo Apertura | Atlético Nacional | Colombia | 2011 |
| Primera B       | Boyacá Chicó      | Colombia | 2017 |